# Nguyễn Thanh Bình (Hà Tĩnh)
Nguyễn Thanh Bình (sinh năm 1957) là một chính khách Việt Nam. Ông hiện là Chủ tịch Hội Người cao tuổi Việt Nam, từng là Ủy viên Ban Chấp hành Trung ương Đảng Cộng sản Việt Nam khóa XI, XII, Bí thư Đảng ủy, Phó Trưởng ban Thường trực Ban Tổ chức Trung ương Đảng Cộng sản Việt Nam, nguyên Bí thư Tỉnh ủy, Chủ tịch Hội đồng nhân dân tỉnh Hà Tĩnh. Ông là Bí thư Tỉnh ủy đầu tiên tại Việt Nam trúng cử theo phương thức đại hội bầu trực tiếp.

## Xuất thân
Ông sinh ngày 19 tháng 5 năm 1957, quê quán tại xã Cẩm Thành, huyện Cẩm Xuyên, tỉnh Hà Tĩnh. 

## Giáo dục
Ông có trình độ đại học, cử nhân luật, cao cấp lý luận chính trị.

## Sự nghiệp
Ông đã trải qua các cương vị: 
- Thường vụ, Phó Bí thư Huyện đoàn Cẩm Xuyên; Học viên Trường Đảng Nguyễn Ái Quốc 1;
- Huyện ủy viên, Chánh Văn phòng, Trưởng ban tổ chức, Ủy viên Ban Thường vụ, Phó Bí thư Thường trực, Bí thư Huyện ủy Cẩm Xuyên; Học viên Học viện Chính trị Quốc gia Hà Nội;
- Phó Bí thư Thường trực, Chủ tịch HĐND tỉnh, Bí thư Tỉnh ủy tỉnh Hà Tĩnh (6/2007 - 2/2015),
- Chiều ngày 9/9/2010, Đại hội Đảng bộ Hà Tĩnh lần thứ XVII đã bầu ông làm Bí thư Tỉnh ủy Hà Tĩnh nhiệm kỳ 2010 - 2015 với số phiếu 347/348 (tái đắc cử). Đây là bí thư Tỉnh ủy đầu tiên ở Việt Nam được các đại biểu tham dự đại hội Đảng bộ bầu trực tiếp.[1][2]
- Phó trưởng Ban Tổ chức Trung ương (từ tháng 2 năm 2015), Ủy viên Ban Chấp hành Trung ương Đảng khóa XI.
- Phó Trưởng ban Thường trực Ban Tổ chức Trung ương Đảng Cộng sản Việt Nam (từ tháng 2 năm 2016), Ủy viên Ban Chấp hành Trung ương Đảng khóa XII.
- Sáng 14/1/2022, Đại hội lần thứ VI Hội Người cao tuổi Việt Nam, nhiệm kỳ 2021- 2026 đã chính thức khai mạc theo hình thức trực tiếp và trực tuyến với sự tham gia của trên 400 đại biểu, đại diện cho hơn 9,7 triệu hội viên trong cả nước. Đại hội đã bầu Ban Chấp hành gồm 93 ủy viên; Ban Thường vụ gồm 14 ủy viên, Ban Kiểm tra gồm 5 ủy viên. Ông Nguyễn Thanh Bình - nguyên Ủy viên Trung ương Đảng, nguyên Phó Trưởng ban Thường trực Ban Tổ chức Trung ương được bầu làm Chủ tịch Hội Người cao tuổi Việt Nam khóa VI.